# Sesleria alba
Sesleria alba är en gräsart som beskrevs av James Edward Smith. Sesleria alba ingår i släktet älväxingar, och familjen gräs. Inga underarter finns listade i Catalogue of Life.